# Rainer Maria Woelki
Rainer Maria Woelki (sinh 1956) là một Hồng y người Đức của Giáo hội Công giáo Rôma. Ông hiện đảm nhận vai trò Tổng giám mục Tổng giáo phận Köln. Trước đó, ông từng là Tổng giám mục Berlin (2011 - 2014) và giám mục phụ tá Köln (2003 - 2011).

## Tiểu sử
Hồng y Rainer Maria Woelki sinh ngày 18 tháng 8 năm 1956 tại Köln-Mühlheim, thuộc Tổng giáo phận Köln (Cologne). Sau quá trình tu học dài hạn tại các chủng viện Công giáo, ông được phong chức linh mục ngày 14 tháng 6 năm 1985, bởi Hồng y Joseph Höffner, Tổng giám mục Köln (Cologne).
Ngày 24 tháng 2 năm 2003, linh mục Woelki được chọn làm giám mục phụ tá Tổng giáo phận Köln, danh nghĩa giám mục Hiệu tòa Scampa. Lễ tấn phong cho vị tân chức được cử hành sau đó vào ngày 30 tháng 3 cùng năm, với phần nghi thức truyền chức cử hành bởi chủ phong là Hồng y Joachim Meisner và hai vị phụ phong, gồm Giám mục Klaus Dick, nguyên giám mục phụ tá Köln và giám mục Norbert Trelle, giám mục phụ tá Köln. Tân giám mục chọn cho mình khẩu hiệu: NOS SUMUS TESTES.
Sau hơn tám năm đảm nhận vai trò giám mục phụ tá Köln, giám mục Rainer Maria Woelki được thăng làm Tổng giám mục Tổng giáo phận Berlin vào ngày 2 tháng 7 năm 2011 và ông cử hành nghi lễ nhậm chức sau đó vào ngày 27 tháng 8 cùng năm. Ông nhanh chóng được vinh thăng Hồng y vào ngày 18 tháng 2 năm 2012 và buổi lễ nhận tước vị chính thức tổ chức vào ngày 30 tháng 6 cùng năm. Hồng y Woelki là hồng y đẳng linh mục với tước vị nhà thờ hiệu tòa S. Giovanni Maria Vianney.
Ngày 11 tháng 7 năm 2014, Hồng y Rainer Maria Woelki được thuyên chuyển làm Tổng giám mục Tổng giáo phận Köln và chính thức nhận chức vào ngày 20 tháng 9 cùng năm.